# آتش تطهیر

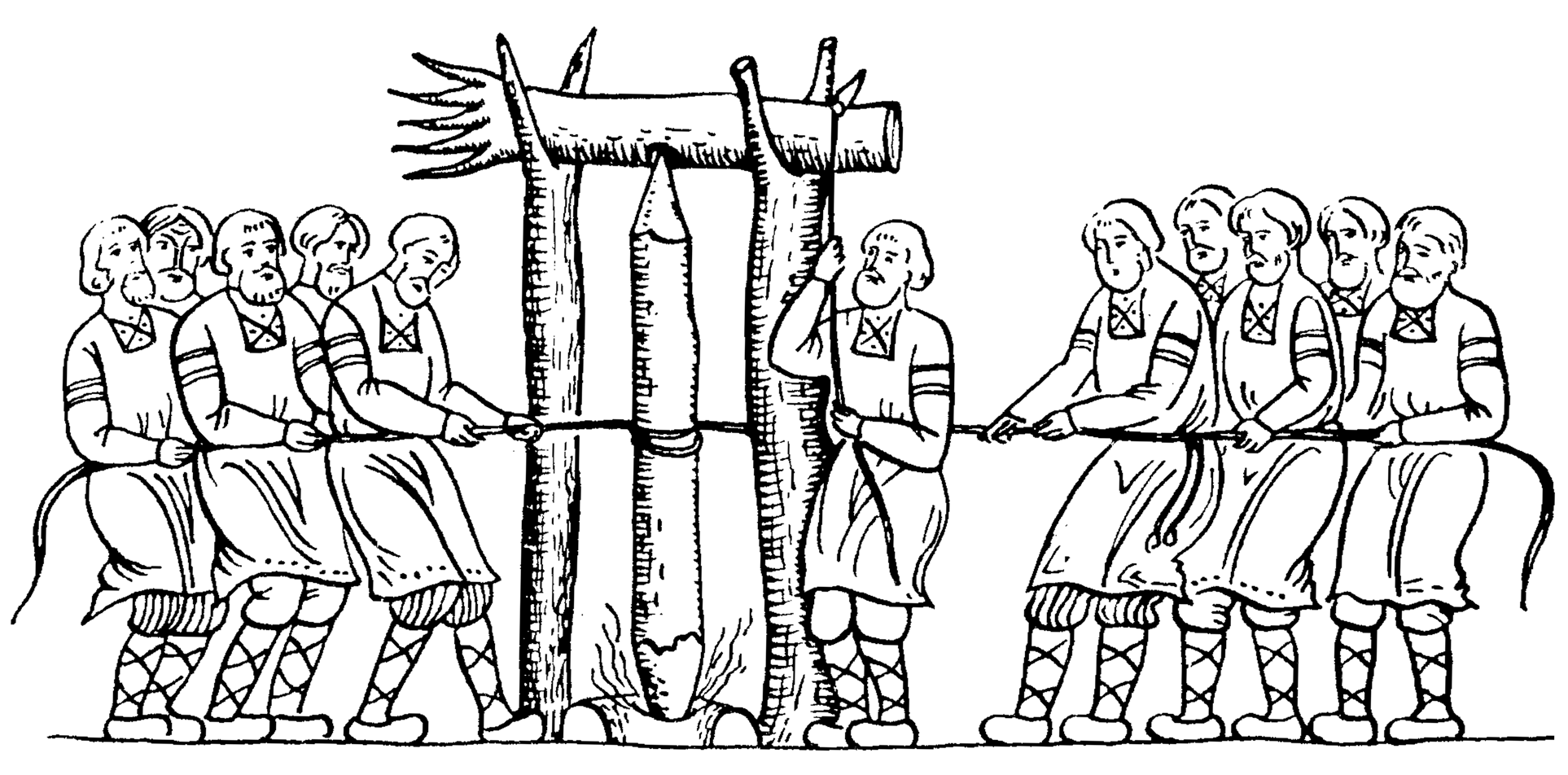
بازسازی منتسب به استخراج از مقدسات با آتش زنده یا آتش تطهیر در روسیه

آتش تطهیر (به انگلیسی: Need-fire) یک اصطلاح مورد استفاده در فرهنگ خرافی عامه است که نخستین بار در منطقه اسکاتلند کوهستانی مورد استفاده نجات یافتگان قرار می‌گرفت، اصالتاً آتشی است که با اصطکاک دو قطعه چوب یا طناب بر روی دو تیرک چوبی یا به روش‌های دیگر ابتدایی ایجاد می‌گردید. در باور عامه فرض بر این است که خاصیت ویژه‌ای به خصوص در دور کردن دیوها و شیاطین از جمع انسان‌ها و از گله‌های گاو و اسب دارد. در عین حال این همان آتشی است که کاتولیک‌ها در شب عید یحیی تعمید دهنده روشن می‌نمایند.